# Majdan Skordiowski
Majdan Skordiowski is een plaats in het Poolse district  Chełmski, woiwodschap Lublin. De plaats maakt deel uit van de gemeente Dorohusk en telt 140 inwoners.